# Bardiglio

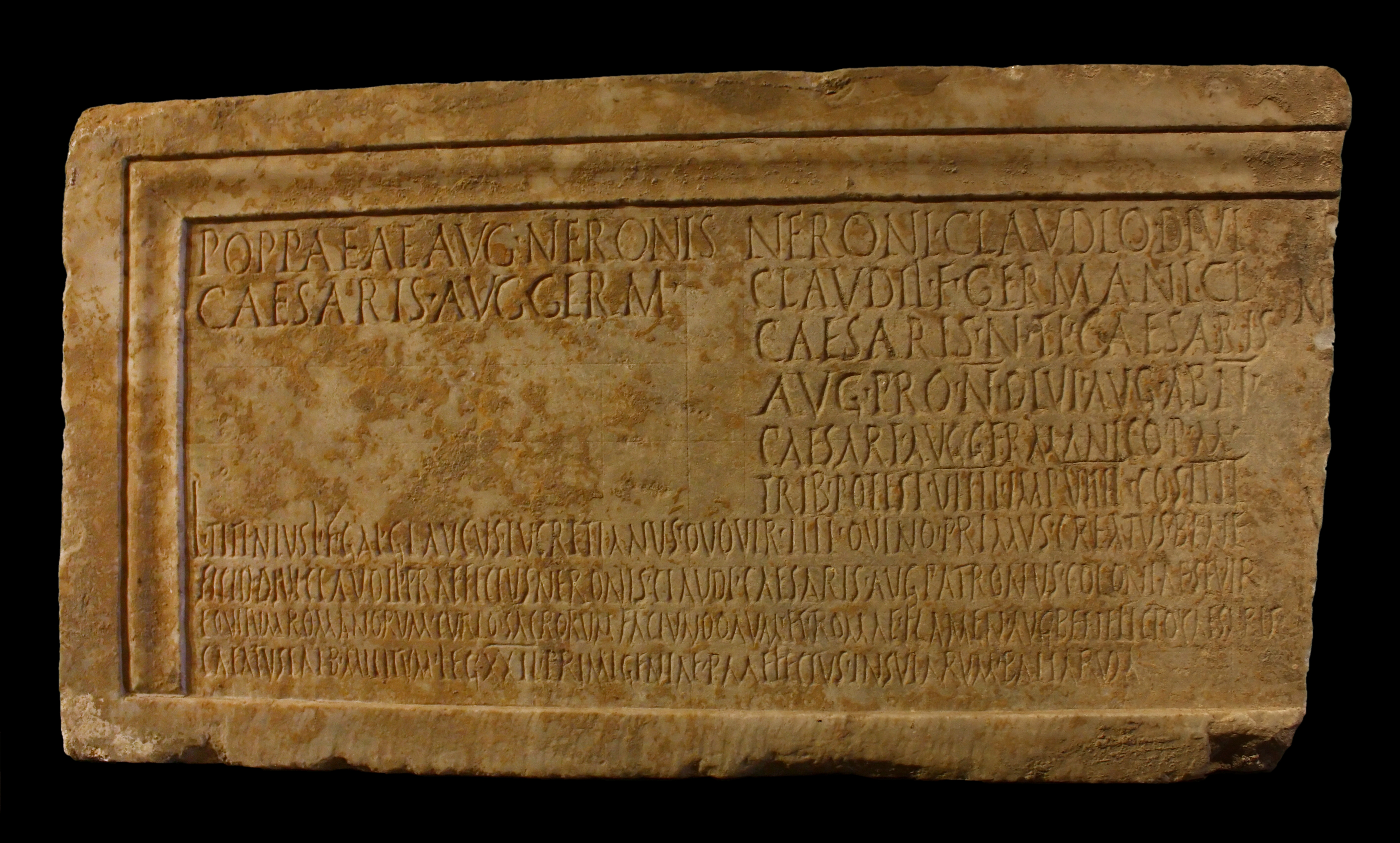
Tavla gjord av bardiglio

Bardiglio är en mycket hård, vit eller rödaktig marmor från trakten av Florens i Italien.
Ibland kallas även en blå marmor med vita ådror från Carrara för bardiglio.